# Часи землемірів (фільм, 1991)
«Час землемірів» («Mērnieku laiki») — радянський трисерійний телефільм 1991 року, знятий режисером Варісом Браслою на Ризькій кіностудії.

## Сюжет
Телефільм за однойменним романом Рейніса Каудзіте та Матіса Каудзіте. Друга половина 19 століття. Приїзд землемірів до латиського села для перерозподілу земель спровокував скандал…

## У ролях
- Улдіс Валтерс — Каспар
- Еліта Клявіня — Лієне
- Улдіс Думпіс — роль другого плану
- Юріс Жагарс — роль другого плану
- Валдемарс Зандбергс — роль другого плану
- Яніс Рейніс — роль другого плану
- Мартіньш Вердіньш — Фельдгаузен-Грабовський
- Петеріс Лієпіньш — Кенціс
- Улдіс Ваздікс — Павул
- Індра Бурковска — Олінієте
- Яніс Паукштелло — Олінь
- Юріс Ліснерс — Шваукст
- Дзінтарс Бєлогрудовс — Ранке
- Яніс Заріньш — роль другого плану
- Гіртс Яковлєвс — суддя
- Гінтс Озоліньш — Шрекхуберс
- Талівалдіс Ласманіс — роль другого плану
- Рудольф Плепіс — епізод
- Арнолдс Осіс — козак
- Талівалдіс Аболіньш — епізод
- Юріс Камінскіс — епізод
- Улдіс Норенбергс — епізод
- Імантс Адерманіс — епізод
- Арніс Ліцитіс — епізод
- Каспарс Пуце — епізод
- Лелде Вікмане — епізод
- Едгарс Лієпіньш — кравець
- Тамара Соболєва — епізод
- Арно Упенієкс — епізод
- Харій Стуїтс — епізод
- Дайніс Грубе — хлопчик
- Андріс Відіньш — барон
- Ілга Томасе — епізод
- Вікторс Честновс — епізод
- Велта Скурстене — мати Пратнієка
- Євген Узуліньш — епізод

## Знімальна група
- Режисер — Варіс Брасла
- Сценарист — Алвіс Лапіньш
- Оператори — Айварс Дамбекалнс, Алвіс Менготс
- Композитор — Імант Калниньш
- Художник — Петеріс Розенбергс